# Gortynodes holophaea
Gortynodes holophaea là một loài bướm đêm trong họ Noctuidae.